# Horst Wandolek
Horst Wandolek (* 11. Juni 1936 in Bochum) ist ein ehemaliger deutscher Fußballspieler. Der Stürmer hat in der Saison 1958/59 mit Westfalia Herne die Meisterschaft in der Fußball-Oberliga West errungen und von 1957 bis 1963 insgesamt 159 Spiele mit 44 Toren in der damals erstklassigen Fußball-Oberliga West absolviert.

## Laufbahn

### Oberliga West, 1957 bis 1963
Der aus Bochum-Riemke stammende Amateurfußballer Horst Wandolek kam als Neuzugang zur Saison 1957/58 von Teutonia Riemke aus der Landesliga Westfalen zu Westfalia Herne in die Oberliga West. Der Flügelstürmer im damals überwiegend gepflegten WM-System debütierte unter Trainer Fritz Langner am 18. August 1957 bei einer 1:3-Auswärtsniederlage beim 1. FC Köln auf Linksaußen in der Oberliga West. Gemeinsam mit dem linken Verbinder Helmut Benthaus bildete er dabei bei den Blau-Weißen vom Stadion am Schloss Strünkede den linken Flügel. Am Schlusstag der Runde, am 13. April 1958, stürmte er wiederum am linken Flügel und das junge Torjägertalent Gerhard Clement konnte sich beim 2:1-Auswärtserfolg bei Rot-Weiss Essen als Doppeltorschütze feiern lassen. An der Seite der Leistungsträger Hans Tilkowski, Alfred Pyka und Helmut Benthaus bestritt er in seiner Debütrunde 22 Ligaspiele und schoss dabei fünf Tore. Der Klub aus der Herner Innenstadt belegte 1957/58 den zwölften Rang – einen Rang vor dem Lokalrivalen SV Sodingen – und nichts deutete darauf hin, dass die Mannschaft von Trainer Langner in den nächsten Runden in die Oberligaspitze aufrücken könnte.
Mit einer überragenden Abwehrleistung – in 30 Rundenspielen trafen die gegnerischen Angreifer nur 23-mal in das von Hans Tilkowski gehütete Herner Tor – und den 28 Toren des neuen West-Torschützenkönigs Gerhard Clement holte sich Westfalia Herne 1958/59 überraschend mit sechs Punkten Vorsprung vor dem 1. FC Köln und Fortuna Düsseldorf die westdeutsche Meisterschaft. Die Spieler Horst Wandolek, Kurt Sopart, Gerhard Clement, Siegfried Burkhardt und Alex Kraskewitz bildeten die Stammformation im Angriff des neuen Meisters, der es wie der Vize 1. FC Köln, auf 60 Treffer brachte. Die Ligarunde eröffneten Wandolek und Kollegen am 24. August 1958 mit einem 1:0-Heimerfolg im „Lokalderby“ gegen den SV Sodingen. Zum 1:0-Erfolg am 5. Oktober beim 1. FC Köln steuerte der jetzt auf Rechtsaußen stürmende Angreifer den Siegtreffer bei und die Westfalia führte mit 11:3 Punkten die Tabelle im Westen an. Am letzten Rundenspieltag, den 22. April 1959, beendete der neue Meister die Runde mit einem 2:1-Heimerfolg gegen den VfL Bochum.
In der Endrunde um die deutsche Meisterschaft 1959 konnte Herne mit 4:8 Punkten zwar nur den dritten Rang belegen, Wandolek hatte aber alle sechs Spiele absolviert und dabei vier Tore erzielt. Er traf beim 2:4 gegen den Hamburger SV vor 70.000 Zuschauern im Volksparkstadion, beim 1:4 gegen die Offenbacher Kickers im Stadion Rote Erde in Dortmund und zeichnete sich als zweifacher Torschütze beim mit 3:1 Toren siegreichen Heimspiel gegen den Nordmeister HSV aus.
In die Oberligasaison 1959/60 startete der Titelverteidiger am 23. August 1959 mit einem 2:0-Heimsieg – je ein Treffer von Wandolek und Clement – gegen Fortuna Düsseldorf. Im Rundenverlauf setzte sich aber der mit Spitzenspielern – in der Abwehr mit Fritz Ewert, Georg Stollenwerk, Karl-Heinz Schnellinger, Hans Sturm und Leo Wilden sowie im Angriff mit Helmut Rahn, Christian Müller und Hans Schäfer – herausragend bestückte 1. FC Köln souverän durch. Westfalia Herne kam mit sieben Punkten Rückstand zur Vizemeisterschaft und zog damit erneut in die Endrunde ein. Wandolek kam in 26 Ligaspielen auf 12 Tore. Mit der Heimbilanz von 23:7 Punkten konnte Herne zufrieden sein, das negative Auswärtsergebnis von 14:16 Zählern machte aber den Unterschied zu den Kölnern aus. Borussia Dortmund mit den zwei gefährlichen Torschützen Jürgen Schütz (31 Tore) und Friedhelm Konietzka (25 Tore) auf den dritten Rang verwiesen zu haben, zeugte von der Klasse der Langner-Elf. Durch einen 1:0-Erfolg in der Qualifikation gegen Offenbach kam Herne in die Endrunde. Das Startspiel verlor Herne 4:5 beim Karlsruher SC am 14. Mai und die Endrunde wurde im Heimspiel gegen die Badener am 18. Juni 1960 mit einem 2:2-Remis beendet. Insgesamt bestritt Horst Wandolek von 1959 bis 1960 dreizehn Endrundenspiele und schoss dabei vier Tore.
In seinem dritten Oberligajahr mit Herne, 1960/61, belegte er mit den Blau-Weißen den fünften Rang und hatte dabei an der Seite der Talente Jürgen Koch, Jürgen Bandura und Otto Luttrop in 25 Ligaeinsätzen sechs Tore erzielt. Von 1957 bis 1961 war er für Westfalia Herne in der Fußball-Oberliga West in 102 Spielen aufgelaufen, wo er 31 Tore erzielte. Er nahm zur Saison 1961/62 ein Angebot von den „Blauen Funken“ des TSV Marl-Hüls an und verabschiedete sich nach drei Spieljahren aus Herne.
Beim Deutschen Amateurmeister des Jahres 1954, den Blau-Weißen vom Jahnsportplatz, welche im Jahr 1960 in die Oberliga aufgestiegen waren, gehörte der Mann aus Herne sofort der Stammformation an; Wandolek bestritt alle 30 Ligaspiele und erzielte für den TSV neun Tore. Trotz Mitspielern wie Karl-Heinz Sell und Heinz van Haaren kämpfte man gegen den Abstieg und belegte knapp den rettenden 14. Rang. Im letzten Jahr der alten Oberligaerstklassigkeit, 1962/63, belegte er mit Trainer Rudi Gutendorf den 16. Rang; er hatte 27 Spiele absolviert und vier Tore erzielt. Zur Runde 1963/64 kehrte er wieder nach Herne zurück, dass ab dieser Saison der neuen Zweitklassigkeit der Fußball-Regionalliga West angehörte.

### Regionalliga West, 1963 bis 1968
Mit Trainer Hans Hipp und einem 3:3-Heimremis gegen Duisburg 48/99 startete Westfalia Herne am 4. August 1963 in die erste Runde Regionalliga West. Mit Torhüter Wolfgang Scheid und Mittelfeldspieler Hans Sondermann hatte der Herne-Rückkehrer neue Mitspieler an seiner Seite und mit Hans Cieslarczyk einen Ex-Spieler vom SV Sodingen, der nach langwierigen Verletzungen einen Neuanfang versuchte. Der Angriff war am Starttag mit Wandolek, Cieslarczyk, Clement, Bandura und Koch besetzt gewesen. Herne belegte 1963/64 den sechsten Rang, aber weit abgeschlagen hinter Meister Alemannia Aachen und dem Vize Wuppertaler SV. Wandolek hatte in 33 Ligaspielen sieben Tore erzielt. Am letzten Spieltag, den 10. Mai 1964, war es bei der Begegnung Herne gegen Fortuna Düsseldorf beim 1:1-Spielstand, nach einer unabsichtlichen Verletzung des Fortuna Torhüters Görtz in der 79. Minute durch Mittelstürmer Clement beim Überspringen des herauslaufenden Keepers, zu Tumulten und Prügeleien durch auf den Platz laufende Zuschauer und danach zu einem Spielabbruch gekommen. In den nächsten Runden ging es mit der Westfalia in der Tabelle nach unten; im Sommer 1968 stieg der Westmeister des Jahres 1959 sogar in die Amateurliga Westfalen ab. Wandolek hat von 1963 bis 1968 für Herne 138 Regionalligaspiele bestritten und dabei 15 Tore erzielt. Der ehemalige Flügelspieler war aber schon längst ins Mittelfeld gewechselt.

### Trainer
Von BV Herne-Süd gekommen, übernahm der Ex-Spieler im Januar 1972 Westfalia Herne als Trainernachfolger von Herbert Burdenski in der Regionalliga West. Am Rundenende belegte er mit Herne den 14. Rang. In der Serie 1972/73 wurde er aber im Januar 1973 von Eduard Virba abgelöst. Es folgten weitere Trainerstationen bei BV Herne-Süd (1975/76, 1977/78), ehe er die Amateure von Westfalia Herne 1978/79 in der Landesliga Westfalen trainierte. Nach der „Goldbach-Pleite“ übernahm er die finanziell und sportlich vor dem völligen Absturz stehende Westfalia zur Saison 1979/80 in der Amateur-Oberliga Westfalen. Gegen alle Erwartung gelang mit einem neunten Rang der Klassenerhalt und der Neuanfang beim SC Westfalia 04 Herne. Ende 1981 wurde er durch Dieter Tartemann abgelöst.
Seine Verdienste werden im 100-Jahrbuch wie folgt gewürdigt: „Wenn man einen Namen unbedingt hervorheben muss, dann ist es Horst Wandolek. Er hat sich als Trainer für diese Rumpftruppe zur Verfügung gestellt und es wirklich geschafft, diese Mannschaft in der Oberliga zu halten. Das war eine Sensation. Er war in dieser Situation der richtige Mann, er war ja mit der Westfalia verbunden und deshalb auch kein Abzocker.“